# Pataki Tamás (író)
Pataki Tamás (Dicsőszentmárton, 1991.–) Herczeg Ferenc-díjas magyar író, újságíró, szerkesztő.

## Élete
Dicsőszentmártonból, az egykori Kis-Küküllő vármegye székhelyéről származik. Jelenleg (2022) Budapesten él, a Magyar Demokrata hetilap főmunkatársa, korábban a Magyar Nemzet kulturális újságírója, 2016-2019 között pedig a Magyar Idők című napilap újságírója volt. Tanulmányait az Eötvös Loránd Tudományegyetem történelem szakán végezte. Az Ultrahang Plusz nevű YouTube csatornán 2024 óta vezeti a Non Plus Ultra című sikeres történelmi témájú műsort.
Első regénye, a Murokffyban vérré válik az abszint, és lóvá teszi az ördögöt 2018-ban jelent meg, 2019. április 11-én átvette érte a Magyar Írószövetség által alapított, az előző év legjobb prózakötetéért járó Debüt díjat. 2024-ben, március 15-ike alkalmából, kitüntették a Herczeg Ferenc-díjjal „kiemelkedő történeti irodalmi tevékenysége elismeréseként".
A Magyar Írószövetség tagja.

## Kötetei
- Murokffyban vérré válik az abszint, és lóvá teszi az ördögöt. Regény; Előretolt Helyőrség Kiadó, Bp, 2018 (Enumeráció)
- Balázs D. Attila–Pataki Tamás: Elrabolt Hungária; Magyar Patrióták Közössége, Bp., 2020
- Elvásik a török félhold. Regény. 2021. Előretolt Helyőrség Kiadó
- Hazatért Hungária. A visszacsatolt területek élete száz képeslapon 1938–1944. Történelmi album. 2022. Patrióták
- Rákosmező és a Királydomb története. Emlékkönyv. 2022. (Hetzmann Róbert - Kontos Gábor - Pataki Tamás). Patrióták

## Díjai, kitüntetései
- Debüt díj (2019)
- Herczeg Ferenc-díj (2024)[2]